# Strategia di Lisbona
La strategia di Lisbona è un programma di riforme economiche approvato a Lisbona dai capi di Stato e di governo dei Paesi membri dell'Unione europea nel 2000.
Prende il nome dalla riunione straordinaria tenutasi a Lisbona nel marzo del 2000.
Dopo questo incontro viene "istituzionalizzato" il Consiglio europeo di primavera, un vertice tra i capi di Stato e di governo da tenersi ogni anno a marzo e focalizzato interamente sui temi economici e sociali.

## Obiettivi e temi
L'obiettivo espressamente dichiarato è quello di fare dell'Unione "la più competitiva e dinamica economia della conoscenza entro il 2010".
Caratteristica peculiare è che per la prima volta i temi della conoscenza sono individuati come portanti, pur essendo un documento che spazia in tutti i campi della politica economica europea: 
- innovazione e imprenditorialità,
- riforma del welfare e inclusione sociale,
- capitale umano e riqualificazione del lavoro,
- uguali opportunità per il lavoro femminile,
- liberalizzazione dei mercati del lavoro e dei prodotti,
- sviluppo sostenibile.

Le resistenze avanzate a tale strategia provengono da chi sostiene che "gli obiettivi sono condivisibili: ma essi appartengono perlopiù alla sfera delle decisioni nazionali".
Secondo questa concezione, l'Unione non ha competenza in materia, e a maggior ragione i poteri d'intervento.

## Coordinamento aperto delle politiche economiche
Su impulso della Commissione, il Consiglio europeo ha utilizzato il metodo del coordinamento aperto delle politiche economiche, che è espressamente previsto dal Trattato per le politiche dell'occupazione. In tal modo ha potuto giocare un ruolo crescente in queste materie.
Sono stati definiti obiettivi comuni a livello dell'Unione, mentre i singoli paesi possono compiere un'adesione volontaria a tali obiettivi.
In questi casi gli organi comunitari hanno usato il controllo dei progressi compiuti attraverso meccanismi di benchmarking e pressione dei pari.

## Priorità
Con la strategia di Lisbona  si fissavano gli obiettivi strategici al fine di sostenere l'occupazione, le riforme economiche e la coesione sociale nel contesto di un'economia basata sulla conoscenza, la lotta alla povertà e all'esclusione sociale diviene, per la prima volta obiettivo comune della Comunità e dei singoli Stati membri.

## Rilancio
Nel 2005, a metà del decennio previsto, si è sentita la necessità di fare il punto della situazione e di indicare le condizioni per un rilancio.

## Dibattito in Italia
Il tema dell'agenda di Lisbona è tenuto vivo soprattutto dalle iniziative dei convegni Condividi la conoscenza ad esse dedicate, giunto ormai alla terza edizione.
La centralità del ruolo di Internet e del tema collegato del diritto d'autore si è  intrecciato con corrispondenti temi affrontati dalla Unione europea. La forte spinta degli interessi economici legati al tema del diritto d'autore aveva fatto nascere una grande attenzione all'armonizzazione delle norme penali in tale tema, con il progetto di direttiva Ipred2, con la presenza, però, di un forte movimento di opinione che è riuscito ad introdurre alcuni emendamenti correttivi. Il principale (l'emendamento 16) ha chiarito che la normativa penalistica non deve trovare applicazione nell'ambito dell'uso a fini di insegnamento, con l'espressa motivazione "gli insegnanti non sono dei criminali".